# Eso vive
Eso vive es el primer DVD editado por la banda argentina Catupecu Machu. Consiste de una selección de canciones registradas en vivo el sábado 15 de diciembre de 2001 en la primera presentación de la banda en el Estadio Obras Sanitarias. El material en vivo incluye un tema nuevo ("Épico") y la primera presentación registrada de Gabriel Ruiz Díaz como director de orquesta, en "Entero o a pedazos" y "Épico". Además de las registraciones en vivo, contiene material extra, como una entrevista al grupo y la previa al recital, video del tema nuevo "Viaje de Luz" y de un remix de "Eso vive" y el multipremiado video del éxito "Y lo que quiero es que pises sin el suelo".

## Listado de temas
1. Secretos pasadizos
2. Héroes anónimos
3. Eso espero
4. Perfectos cromosomas
5. Entero o a pedazos
6. Épico
7. Y lo que quiero es que pises sin el suelo
8. Elevador
9. Mamá me dijo que no viniera
10. Cuentos decapitados
11. Eso vive
12. Dale!
13. Le di sol

## Personal
- Fernando Ruiz Díaz - Voz y guitarra.
- Gabriel Ruiz Díaz - Bajo y guitarra.
- Abril Sosa - Batería.
- Martín «Macabre» González - teclado, samplers, y coros.

- Datos: Q8778400